# Ламбин, Пётр Петрович
Пётр Петрович Ламбин (4 (16) августа 1814—5 (17) июня 1871, Санкт-Петербург) — русский библиограф.

## Биография
Родился 4 (16) августа 1814 года. Был выходцем из Финляндии, лютеранского вероисповедания.
Учился в Третьей Санкт-Петербургской гимназии, был учителем в Дворянском полку, Ларинской гимназии (1841—1843) и во Втором кадетском корпусе. Работал старшим помощником библиотекаря 1-го (русского) отделения Библиотеки Петербургской Академии наук (1843—1868).
В 1855 году им были составлены «Список славянских и русских грамматик» при академическом издании «Грамматики» Ломоносова и «Русский библиографический указатель за 1855 год». Вместе с братом Борисом составил 10 томов «Русской исторической библиографии», охватывающей все книги, брошюры, грамоты, статьи исторического содержания периода с 1855 по 1864 год.
Умер 5 (17) июня 1871 года в Санкт-Петербурге и был похоронен на Смоленском евангелическом кладбище; дети же его были уже православными и, в частности, Николай и Евгения (а также брат Борис) были похоронены на православном кладбище.

## Семья
Был женат на дочери коллежского советника Александре Николаевне Коротковой (1815—1861). Их дети:
- Николай (?—1891)
- Вера (1843—?)
- Варвара (1843—?)
- Елена (ок. 1845 — 1903)
- Владимир (1847—1908/1909)
- Евгения (1849—1889)
- Лев (1850—?)
- Антонина (1860—1914)